# Captain Fantastic and the Brown Dirt Cowboy (Elton-John-Lied)
Captain Fantastic and the Brown Dirt Cowboy (dt. „Captain Fantastic und der braune Schmutzcowboy“) ist ein Musiktitel des britischen Sängers und Komponisten Elton John, der Liedtext wurde von Bernie Taupin geschrieben.
Das Album „Captain Fantastic and the Brown Dirt Cowboy“ wurde als Konzeptalbum realisiert und greift in chronologischer Reihenfolge sowie in autobiographischer Absicht Johns und Taupins Leben in London in den Jahren von 1967 bis 1970 auf. „Captain Fantastic and the Brown Dirt Cowboy“ ist das erste von zehn Liedern. Die konzeptionelle Handlung wird mit dem Titel Tower of Babel fortgesetzt.

## Hintergrund
Das Eröffnungslied des Albums stellt Elton John als Captain Fantastic und Bernie Taupin als Brown Dirt Cowboy, manchmal auch nur als Kid bezeichnet, vor. Als behütet aufwachsender Reggie Dwight war John weit davon entfernt ein Held zu sein („Captain Fantastic raised and regimented, hardly a hero“) und eher typisch englisch („Two teas both with sugar please“), aber immerhin an das Stadtleben gewöhnt („City slick Captain“).
Taupin hingegen, auf dem Land groß und im Sattel braun geworden („While little Dirt Cowboys turned brown in their saddles“), fühlte sich unsicher, ob es für ihn die richtige Entscheidung war, von zuhause wegzugehen („Should I make my way out of my home in the woods“). Aber die Verlockungen, was erreichbar sein könnte, waren doch größer („The honey the hive could be holding“).
Um seinen eigenen Weg zu gehen, verließ John seine bisherige Band Bluesology („Too hot for he band with a desperate desire for change“). Immer und immer wieder nahmen er und Taupin erfolglos Anlauf („We’ve thrown in the towel too many times“), um als Captain Fantastic and the Brown Dirt Cowboy die Welt zu erobern („From the end of the world to your town“).
Aber immerhin gelang ihnen ein Start in ihrer gemeinsamen Arbeit („Hand in hand went music and the rhyme“), auch wenn es ein langer und einsamer Aufstieg werden sollte („It’s a long and lonely climb“).

## Besetzung
- Elton John – Gesang, Klavier
- Davey Johnstone – Gitarre, Mandoline
- Dee Murray – Bassgitarre
- Nigel Olsson – Schlagzeug
- Ray Cooper – Congas, Tamburin, Jawbone, Gong

## Produktion
- Gus Dudgeon – Produzent